# Sean McDermott
Sean McDermott (* 21. März 1974 in Omaha, Nebraska) ist ein US-amerikanischer Trainer im American Football. Seit der Saison 2017 ist er Head Coach der Buffalo Bills.

## Karriere
Von 1998 bis Januar 2011 arbeitete McDermott in verschiedenen Positionen bei den Philadelphia Eagles, zuletzt als Defensive Coordinator unter Andy Reid. Von 2011 bis 2016 war McDermott Defensive Coordinator bei den Carolina Panthers unter Head Coach Ron Rivera. Mit den Panthers erreichte er in der Saison 2015 den Super Bowl 50, den jedoch die Denver Broncos 24:10 gewannen.
Seit Januar 2017 ist McDermott Head Coach der Buffalo Bills. In seiner ersten Saison erreichten die Bills mit 9 Siegen und 7 Niederlagen zum ersten Mal nach 18 Jahren die Play-offs und beendeten so die längste Zeit, in der eine Mannschaft in den vier großen Nordamerikanischen Ligen nicht die Play-offs erreichte. Im Wildcard Game verloren die Bills gegen die Jacksonville Jaguars mit 3:10. In der Saison 2019, der dritten als Head Coach der Buffalo Bills, erreichte McDermott mit einer Bilanz von 10 Siegen und 6 Niederlagen zum zweiten Mal die Play-offs. Auch hier scheiterten die Bills im Wildcard Game, sie verloren gegen die Houston Texans mit 19:22 in der Verlängerung. McDermott wurde als Head Coach of the Year nominiert.